# Hreðavatn
Hreðavatn – jezioro na zachodzie Islandii.
Leży ok. 25 km na północ od Borgarnes w pobliżu Hringvegur - drogi nr 1, koło szkoły wyższej Bifröst. Kratery Grábróku w paśmie górskim Ljósufjöll wznoszą się w niewielkiej odległości, a jego lawa rozciąga się wzdłuż wschodniego brzegu jeziora.
Długość jeziora wynosi ok. 5 km, powierzchnia 1,3 km², a głębokość ok. 20 m.
W jeziorze tym można łowić pstrągi.
Bezpośrednie otoczenie odznacza się dużymi połaciami lawy, łagodnym krajobrazem wrzosowisk i małymi roślinami leśnymi (zalesianie).
Przed 6,5 do 7 milionami lat musiały być te tereny zalesione. Odkryto to złoża węgla drzewnego, którego skład wskazuje na rośliny, które dzisiaj spotykamy w środkowej Europie, co oznaczałoby, że wtedy temperatury były dużo wyższe niż obecnie.
W niezbyt dużej odległości wznosi się stożek wulkanu Baula.